# سردینکا
سردینکا (به بلغاری: Sredinka) یک منطقهٔ مسکونی در بلغارستان است که در شهرستان کاردژالی واقع شده‌است.